# Ackerende Wiegboldsbur
Das Ackerende Wiegboldsbur ist ein geschütztes, flächenhaftes Naturdenkmal auf dem Gebiet der Gemeinde Südbrookmerland im niedersächsischen Landkreis Aurich in Ostfriesland. Es trägt die Nummer ND AUR 00123.

## Beschreibung des Gebietes
Das am 14. April 1989 ausgewiesene flächenhafte Naturdenkmal liegt inmitten von landwirtschaftlichen Nutzflächen auf einem Areal, das von Balkweg, Meddehornweg sowie Moorfenenweg begrenzt wird. Es besteht größtenteils aus brach liegendem Sumpfgelände mit einer leichten Mulde in der Geländemitte. Der Landkreis stellte das Gebiet als Lebensraum besonders geschützter Pflanzenarten unter Schutz, um es vor Zerstörung und Änderung der Nutzungsart zu bewahren.